# Eurhopalothrix philippina
Eurhopalothrix philippina is een mierensoort uit de onderfamilie van de Myrmicinae. De wetenschappelijke naam van de soort is voor het eerst geldig gepubliceerd in 1960 door Brown & Kempf.